# Hans Engel (Handballspieler)
Hans-Joachim Engel (* 1. September 1948 in Halberstadt) ist ein ehemaliger deutscher Handballspieler. 

## Karriere
Engel begann seine Karriere beim Heimatverein Lokomotive Halberstadt. 1966 ging er zur Nationalen Volksarmee, wo er ab 1967 in der zweiten Mannschaft des Berliner Armee-Sport-Klubs (ASK) spielte. Ein Jahr später spielte er dann mit der ersten Mannschaft in der Oberliga – damals die höchste Spielklasse der Deutschen Demokratischen Republik (DDR). 1969 zog der ASK vom östlich von Berlin gelegenen Strausberg nach Frankfurt (Oder) und der Verein nannte sich nun ASK Vorwärts Frankfurt. Dem Verein blieb er bis zu seinem Karriereende 1982 treu. 
Im als „Schicksalsspiel“ bezeichneten Olympia-Qualifikationsspiel zwischen der Nationalmannschaft der DDR und der Nationalmannschaft der BRD am 6. März 1976 in Karl-Marx-Stadt verwarf er beim Spielstand von 11:8 unmittelbar vor Spielende einen Siebenmeter gegen Manfred Hofmann; dadurch erreichte die Nationalmannschaft der Bundesrepublik statt der der DDR nach dem Hinspielerfolg (17:14) die Teilnahme an den Olympischen Spielen 1976 in Montreal.
Der Diplom-Sportlehrer Engel war Oberstleutnant der Nationalen Volksarmee. Nach der Wende in der DDR baute er zwei Sportgeschäfte in Frankfurt (Oder) auf. Er ist verheiratet mit Helena und hat eine Tochter sowie zwei Enkel.

## Erfolge
- Vize-Weltmeister 1974
- 3. Platz bei der Weltmeisterschaft 1978
- Europapokal der Landesmeister  1975
- DDR-Meister 1974 und 1975